# Los Mistrovství Evropy ve fotbale 2012
Los Mistrovství Evropy ve fotbale 2012 proběhlo 2. prosince 2011 v kyjevském Paláci umění od 18 hodin středoevropského času. Účastnické týmy šampionátu byly před losováním rozděleny do čtyř košů. Během losu, který provedli bývalí fotbalisté Horst Hrubesch, Marco van Basten, Peter Schmeichel a Zinedine Zidane pod vedením generálního sekretáře UEFA Gianni Infantina, byly nalosovány čtyři skupiny a to tak, že každá skupina má po jednom členu z každého koše.
Během losovacího aktu byl představen i oficiální míč pojmenovaný Tango 12 a vyvinutý firmou Adidas, s nímž se bude turnaj hrát.
Zajímavostí losování byl i výsledek, kdy Polsko a Rusko skončilo v jedné skupině. Navíc datum pro první ze zápasů, který se odehrál na Národním stadionu ve Varšavě, vyšlo losem na státní svátek Ruské federace (Den Svobody, kdy Ruská SFSR vystoupila ze SSSR). Tato skutečnost znepokojila některé politické představitele strany Právo a Spravedlnost, jako byl např. Adam Hofman, který v rozhlasovém rozhovoru označil takový datum pro konání zápasu za skandál.

## Rozdělení do košů
Před losováním byly týmy rozděleny do košů takto:

### První koš
- Polsko
- Ukrajina
- Španělsko
- Nizozemsko

### Druhý koš
- Německo
- Itálie
- Anglie
- Rusko

### Třetí koš
- Chorvatsko
- Řecko
- Portugalsko
- Švédsko

### Čtvrtý koš
- Dánsko
- Francie
- Česko
- Irsko

## Průběh losování
Již před losováním turnaje byl stanoven hrací plán turnaje s daty, časy a místy jednotlivých utkání. Jednotliví soupeři v tomto plánu byli označeni vždy kombinací písmene symbolizujícího skupinu (A až D) a čísla označující pořadové číslo ve skupině (1 až 4). Toto pořadové číslo ovšem nemělo nic společného ani s konečným umístěním mužstva ve skupině, ani s jeho nasazením do košů před losováním (s výjimkou mužstev z prvního koše). Proto muselo být ke každému vylosovanému mužstvu nalosováno i pořadové číslo v rámci skupiny, do níž byl tým zařazen.
Účastníkům z prvního koše bylo pořadové číslo ve skupině stanoveno předem, kdy byli ve svých skupinách vždy umístěni na pozici číslo jedna. Polsko a Ukrajina, coby pořadatelské státy, byly do skupin nasazeny přímo ještě před losováním, a sice Polsko do skupiny A a Ukrajina do skupiny D. Ostatní dva členové prvního koše byli rozlosováni do zbylých dvou skupin, přičemž první vylosovaný byl zařazen do skupiny B a druhý vylosovaný do skupiny C. Další týmy byly losovány po koších (v pořadí 4. koš, pak 3. koš a následně 2. koš) a do skupin byly umisťovány popořadě podle abecedního označení těchto skupin (nejprve byla týmem z daného koše naplněna skupina A, poté B, následně C a nakonec D).

### Pořadí losovaných týmů a jejich pořadového čísla ve skupinách
- Polsko – nasazeno na pozici A1
- Ukrajina – nasazena na pozici D1
- Nizozemsko – nalosováno na pozici B1
- Španělsko – nalosováno na pozici C1
- Česko – nalosováno na pozici A4
- Dánsko – nalosováno na pozici B2
- Irsko – nalosováno na pozici C3
- Francie – nalosována na pozici D3
- Řecko – nalosováno na pozici A2
- Portugalsko – nalosováno na pozici B4
- Chorvatsko – nalosováno na pozici C4
- Švédsko – nalosováno na pozici D2
- Rusko – nalosováno na pozici A3
- Německo – nalosováno na pozici B3
- Itálie – nalosována na pozici C2
- Anglie – nalosována na pozici D4

## Přehled skupin
Skupiny jsou uváděny podle abecedního pořadí a týmy jsou v nich seřazeny podle pořadového čísla, jež jim bylo stanoveno či nalosováno.

### Skupina A
- Polsko
- Řecko
- Rusko
- Česko

### Skupina B
- Nizozemsko
- Dánsko
- Německo
- Portugalsko

### Skupina C
- Španělsko
- Itálie
- Irsko
- Chorvatsko

### Skupina D
- Ukrajina
- Švédsko
- Francie
- Anglie